# 八大罪
八大罪是中國大陸律師界慣用語，指中华人民共和国刑法中8項特別容易判死刑、无期徒刑或15年以上有期徒刑的重罪，而在特定的嚴打時期各級人民法院更是採從重量刑，判死刑機率極高。在央視社會與法頻道中也是常出現用語。

## 罪狀
- 故意杀人罪
- 故意伤害罪（致人重伤或死亡）
- 强奸罪
- 抢劫罪
- 走私、贩卖、运输、制造毒品罪
- 放火罪
- 爆炸罪
- 投放危险物质罪

《刑法》第17条规定：已满十六周岁的人犯罪，应当负刑事责任。已满十四周岁不满十六周岁的人，犯故意杀人、故意伤害致人重伤或者死亡、强奸、抢劫、贩卖毒品、放火、爆炸、投放危险物质罪的，应当负刑事责任。已满十二周岁不满十四周岁的人，犯故意杀人、故意伤害罪，致人死亡或者以特别残忍手段致人重伤造成严重残疾，情节恶劣，经最高人民检察院核准追诉的，应当负刑事责任。
同時《刑法》20条第3款规定：对正在进行行凶、杀人、抢劫、强奸、绑架以及其他严重危及人身安全的暴力犯罪，采取防卫行为，造成不法侵害人伤亡的不属防卫过当，不负刑事责任。此處將有瞬間急迫性情景的前四罪列為即使將罪犯當場殺死也可視為無罪的判斷。